# کلیسای جامع سارکیس مقدس، ایروان
کلیسای جامع سارکیس مقدس، ایروان (ارمنی: Սուրբ Սարգիս Մայր Եկեղեցի; انگلیسی: Saint Sarkis Cathedral) یک کلیسای جامع حواری ارمنی واقع در ناحیه کنترون در ایروان، ارمنستان می‌باشد. ساخت و ساز این ساختمان سال ۱۸۴۲ میلادی به پایان رسید. این بنا به سبک معماری ارمنی طراحی شده‌است.

## نگارخانه

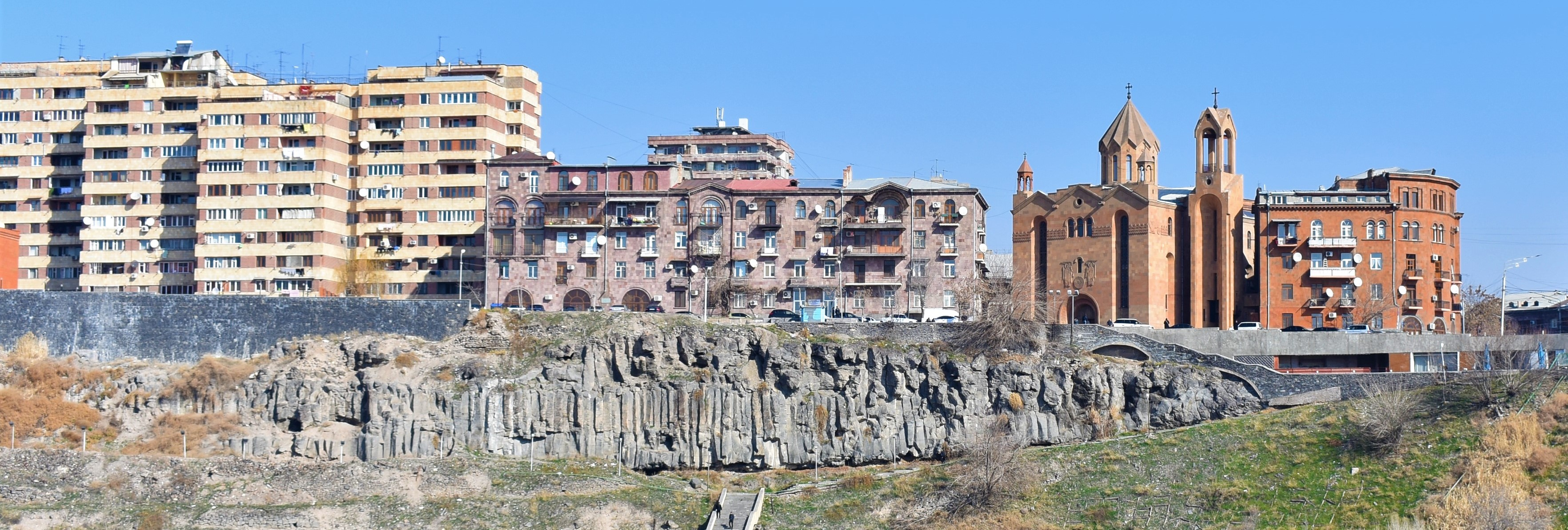
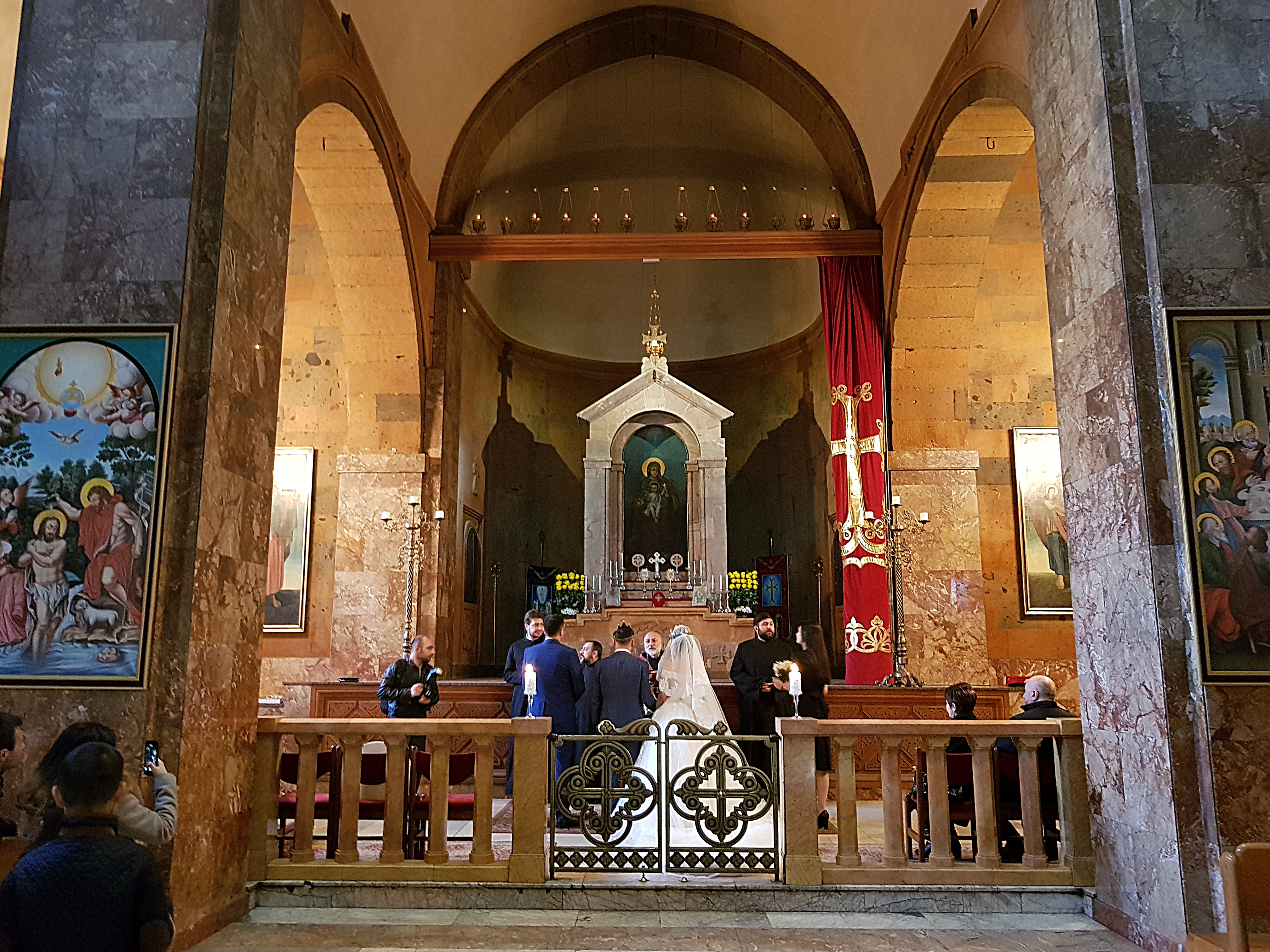